# Nationaal Pop Instituut
Het Nationaal Pop Instituut (NPI, tot 1997 Stichting Popmuziek Nederland) was een organisatie die zich inzette voor de ontwikkeling en kwaliteit van de Nederlandse popmuziek. Hierbij ging het om alle soorten popmuziek: van pop en rock tot hiphop, urban, dance, crossover en wereldmuziek. Het instituut werd opgericht in 1975 als Stichting Popmuziek Nederland en werd vanaf 1977 gesubsidieerd door de rijksoverheid. In 1997 veranderde het instituut de naam in Nationaal Pop Instituut. NPI was initiatiefnemer van de Muziekencyclopedie. Per 1 januari 2008 ging het NPI op in Muziek Centrum Nederland (MCN).
Het instituut was gevestigd aan de Prins Hendrikkade in Amsterdam, eerder de locatie van onder andere Oibibio en sinds 2012 van centrum voor hedendaagse kunst De Appel.

## Het Duiveltje
Het Nationaal Pop Instituut kende jaarlijks Het Duiveltje toe, een prijs waarbij de laureaat werd geselecteerd door collega-muzikanten. Tot de laureaten behoren:
- 2003: Paskal Jakobsen (onder andere gitarist van BLØF)
- 2004: Anouk (zangeres en songwriter)
- 2006: Anneke van Giersbergen (als zangeres van The Gathering)
- 2007: Dennis van Leeuwen (onder andere gitarist van Kane)
- 2008: Sharon den Adel (als zangeres van Within Temptation)
- 2010: Anton Goudsmit (onder andere gitarist van New Cool Collective en The Ploctones)
- 2011: Tim Knol (singer-songwriter)